# Сан-Паоло-д'Аргон
Сан-Паоло-д'Аргон, Сан-Паоло-д'Арґон (італ. San Paolo d'Argon) — муніципалітет в Італії, у регіоні Ломбардія, провінція Бергамо.
Сан-Паоло-д'Аргон розташований на відстані близько 480 км на північний захід від Рима, 55 км на північний схід від Мілана, 11 км на схід від Бергамо.
Населення — 5546 осіб (2014).

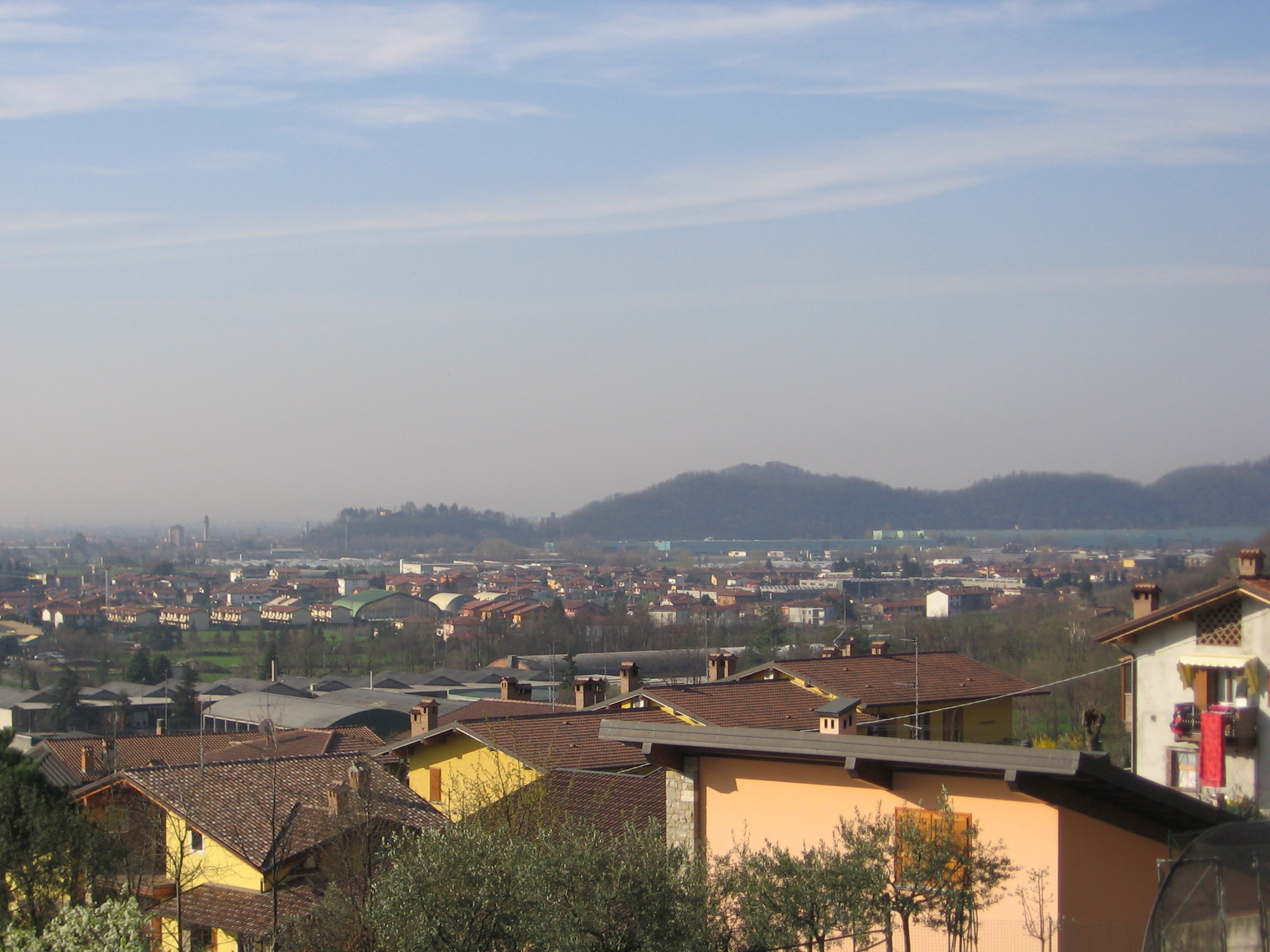

Щорічний фестиваль відбувається 15 січня. Покровитель — San Mauro.

## Демографія
Населення за роками:

Станом на 1 січня 2023 року в муніципалітеті офіційно проживали 863 іноземці з 42 країн, серед них 168 громадян країн Євросоюзу та 9 громадян України.

## Сусідні муніципалітети
- Альбано-Сант'Алессандро
- Ченате-Сотто
- Горлаго
- Монтелло
- Сканцорошіате
- Торре-де'-Ровері
- Трескоре-Бальнеаріо